# Eubergia bedoci
Eubergia bedoci är en fjärilsart som beskrevs av Eugène Louis Bouvier 1929. Eubergia bedoci ingår i släktet Eubergia och familjen påfågelsspinnare. Inga underarter finns listade i Catalogue of Life.